# Pamplico
Pamplico est une ville située dans le comté de Florence, dans l’État de Caroline du Sud, aux États-Unis. Lors du recensement de 2020, elle comptait 1 061 habitants.